# Аврен (село, Варненская область)
Аврен (болг. Аврен) — село в Болгарии. Находится в Варненской области, входит в общину Аврен. Население составляет 796 человек.

## Политическая ситуация
Аврен подчиняется непосредственно общине и не имеет своего кмета.
Кмет (мэр) общины Аврен — Красимир Христов Тодоров (Национальное движение «Симеон Второй» (НДСВ), Болгарская социал-демократия (БСД)) по результатам выборов.